# Alliance pour le renouveau du Congo
L’Alliance pour le renouveau du Congo (ARC) est un parti politique de la République démocratique du Congo. Le parti est fondé par Olivier Kamitatu Etsu en 2006 après qu’il a quitté le Mouvement de libération du Congo. Le parti est membre du Réseau libéral africain.
En 2006, l’ARC gagne 2 sièges à l’Assemblée nationale.
Bruno Lapika Dimomfu est secrétaire général de l'Alliance pour le renouveau du Congo,.